# Ad-Duwajra
Ad-Duwajra (arab. الدويرة) – wieś w Syrii, w muhafazie As-Suwajda. W 2004 roku liczyła 950 mieszkańców.